# Кавголово (платформа)
Ка́вголово (фин. Kaukola) — остановочный пункт электропоездов во Всеволожском районе Ленинградской области. Расположен на северной окраине посёлка Токсово, на железнодорожной линии Санкт-Петербург — Хийтола, в 15 км от северной границы Санкт-Петербурга.
Остановочный пункт находится в непосредственной близости от восточного берега Кавголовского озера, от которого и произошло его название.

## Сооружения, инфраструктура
Две платформы: одна островная и одна боковая, обе слегка изогнуты. Два пути, путевого развития в настоящее время нет.
На платформе по направлению к Санкт-Петербургу имеется навес с билетной кассой. Платформа на Приозерск имеет три входа (выхода).
Севернее остановочного пункта расположен регулируемый неохраняемый железнодорожный переезд. Кроме того, под путями проложен подземный переход. Он используется и для прохода пассажиров, и для проезда автомобилей. Выход из подземного перехода только на платформу к Санкт-Петербургу.
Остановочный пункт Кавголово электрифицирован в 1958 году в составе участка Пискарёвка — Пери.

## Использование
Основные пользователи — отдыхающие и туристы, приезжающие на Кавголовское озеро летом, и лыжники зимой (в округе очень много лыжных баз).
Рядом, примерно в 100 метрах, располагается Большой Кавголовский пляж. К востоку от остановочного пункта начинается парк «Кавголовские спортивные высоты» (он же «Кавголовский лесопарк»; с 2014 года обрёл статус ООПТ под названием «памятник природы „Токсовские высоты“»).
Вблизи платформы Кавголово находятся спортивные базы Санкт-Петербургского государственного университета, Санкт-Петербургского государственного горного института (ТУ), Национального государственного университета физической культуры имени П. Ф. Лесгафта и другие.

## Терминологический казус
Платформа Кавголово, а также дома, строения, базы в её окрестностях, административно относятся к посёлку Токсово и имеют почтовый адрес «Токсово», даже если в их наименовании фигурирует слово «Кавголово» (пример: дачное товарищество «Кавголово-стандарт»). Среди известных объектов, расположенных не слишком далеко от остановочного пункта Кавголово, — кавголовские (строго говоря, токсовские) трамплины. Вместе с тем большинство отдыхающих, выходя из поезда на данную платформу, ошибочно полагают, что попали в посёлок Кавголово. Под влиянием таких трендов в восприятии северная часть Токсово (конкретной границы здесь нет) стала неформально называться Кавголово.
Курьёз усиливается тем, что примерно в 5,5 км от платформы Кавголово (на другой стороне Кавголовского озера, причём не на побережье) есть деревня Кавголово, но мало кто из приезжающих знает о её существовании.

## История. Третий путь
Остановочный пункт появился в 1929 году.
После Великой Отечественной войны, при строительстве второго главного пути на Приозерском направлении ввели в эксплуатацию участок от станции Ручьи до станции Токсово. По станции Токсово стала оборачиваться часть электропоездов. Потом было завершено строительство второго пути до станции Пери и дальше по очереди строительства. Одновременно с этим, на станции Кавголово был уложен третий тупиковый путь для оборота электропоездов. После электрификации участка Пискарёвка — Пери в 1958 году, часть электропоездов стала оборачиваться по станции Кавголово. Но третий путь эксплуатировался всего несколько лет. После этого, когда по станции Кавголово перестали оборачиваться электропоезда, третий путь разобрали. Его последние остатки были убраны в середине 70-х годов XX века, когда достроили второй путь до станции Сосново.
Сейчас от третьего пути осталась насыпь с восточной стороны островной платформы, уходящая за переезд, а также изоляторы контактной сети на поперечных балках. Третий путь уходил за переезд и заканчивался там.

## Фотогалерея

Паровоз в Кавголово. Одноколейная дорога. Середина XX века
Ремонт платформ 2007 года. Вид в сторону ст. Токсово
Ремонт платформ 2007 года. Вид в сторону ст. Осельки
Указатель с названием платформы до 2007 года
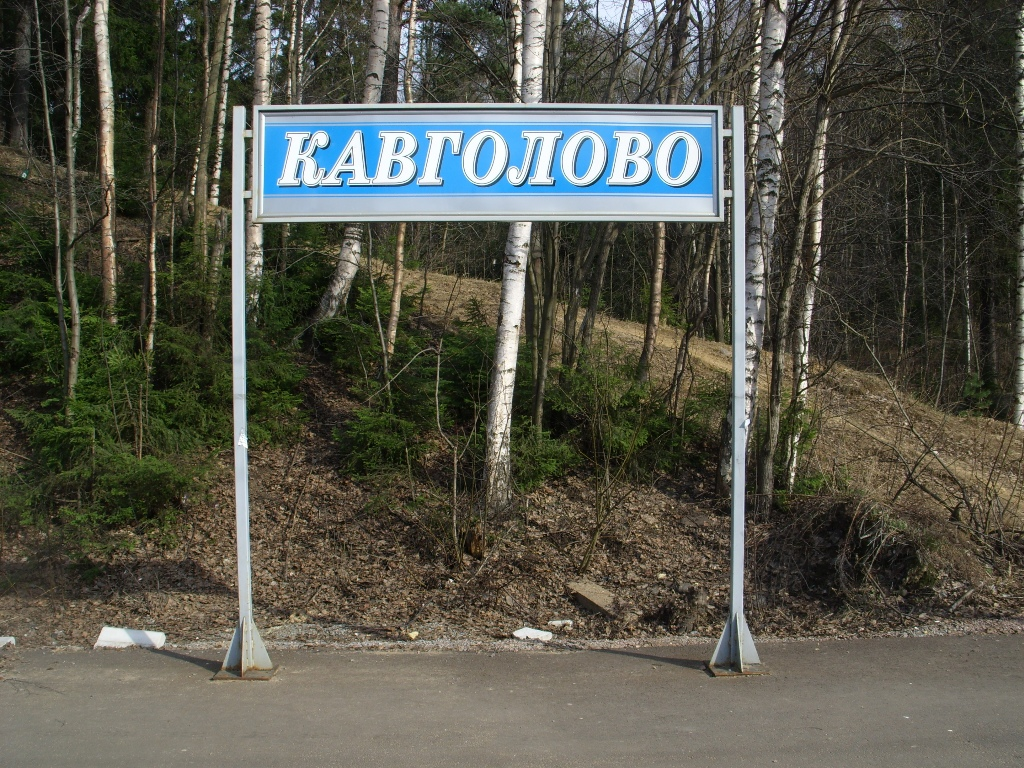
Указатель с названием платформы в 2008—2010 годах
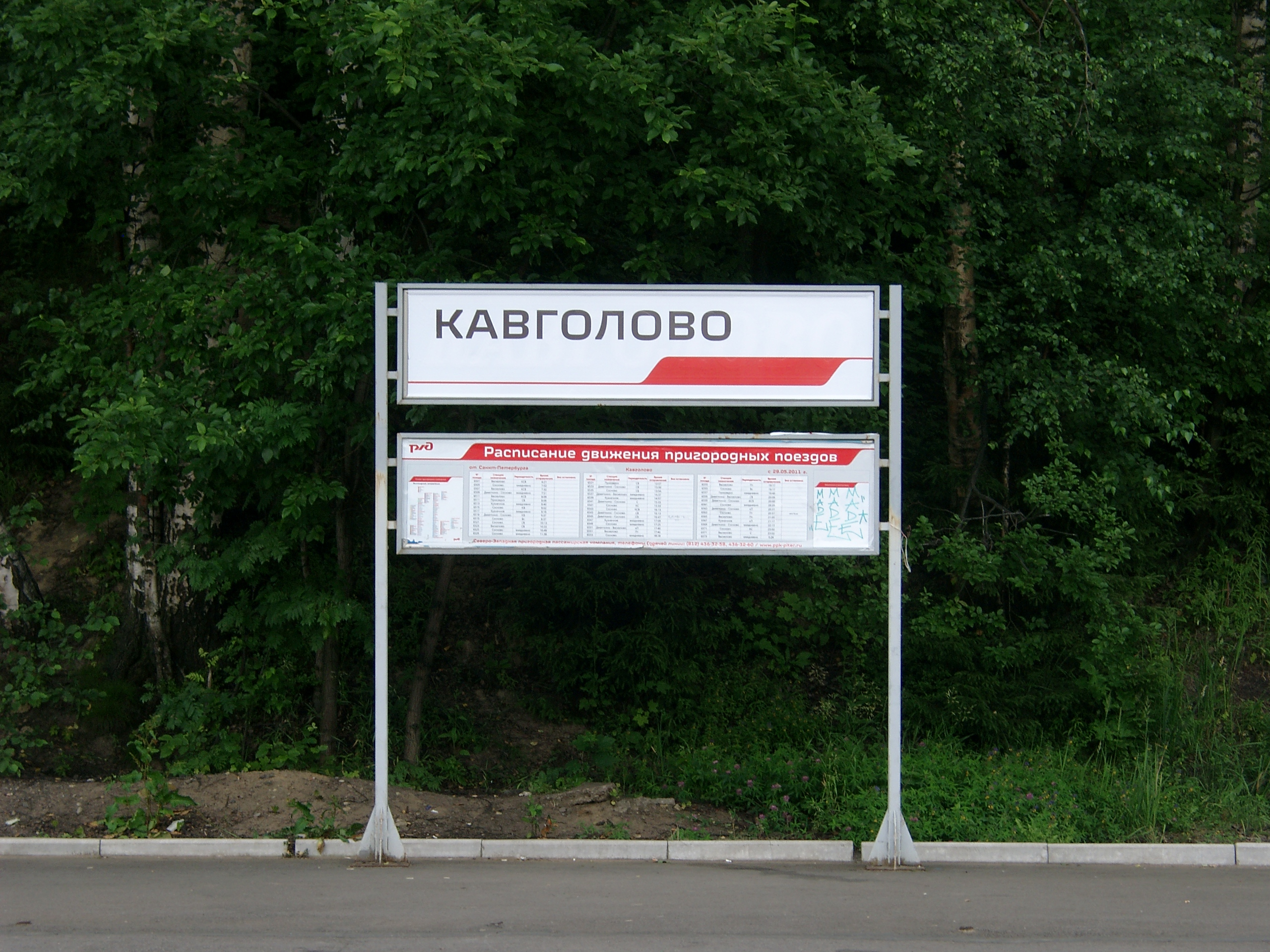
Указатель с названием платформы и расписанием электропоездов в 2011 году
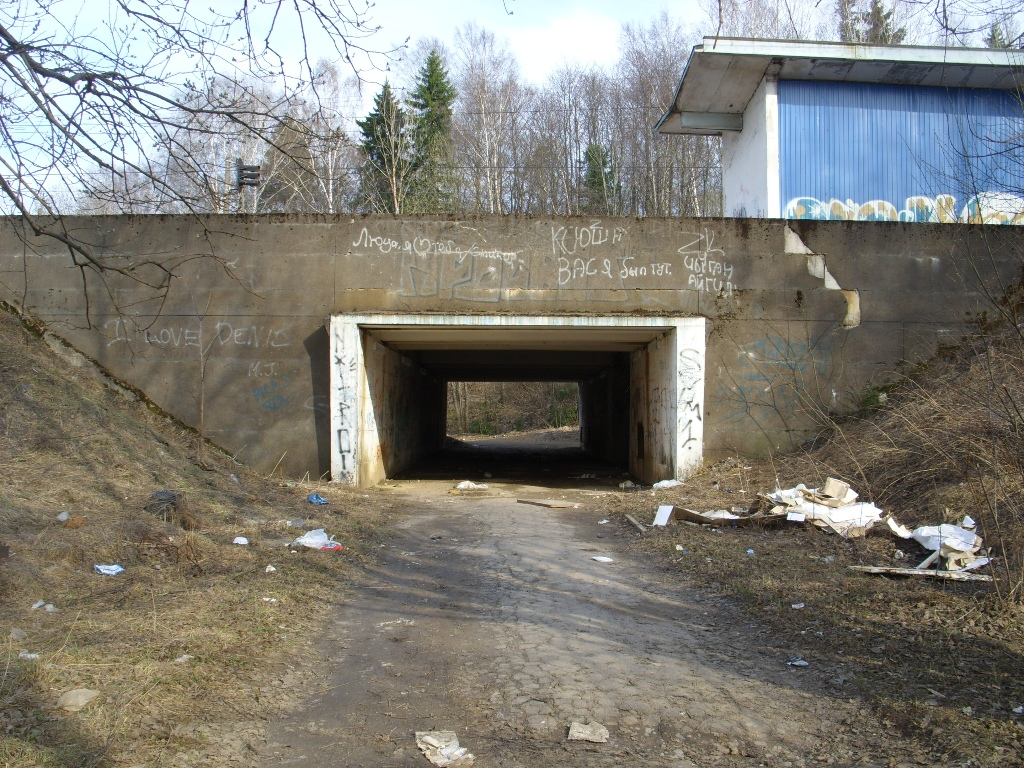
Подземный переход. 2010 год
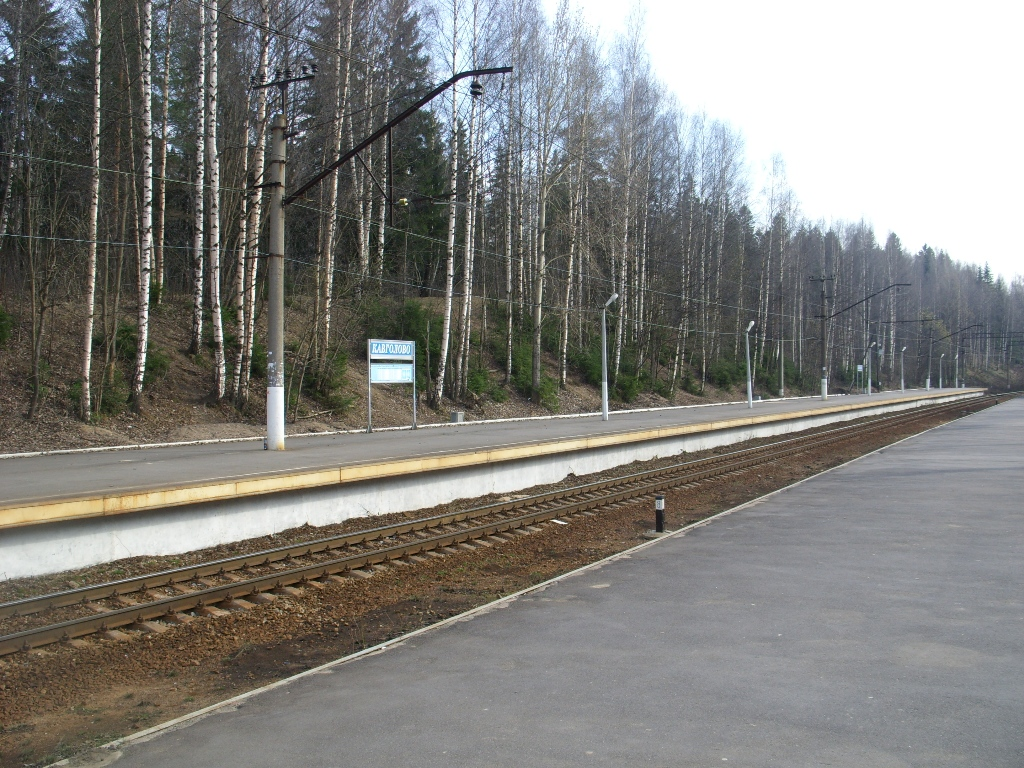
Вид на боковую платформу. 2010 год
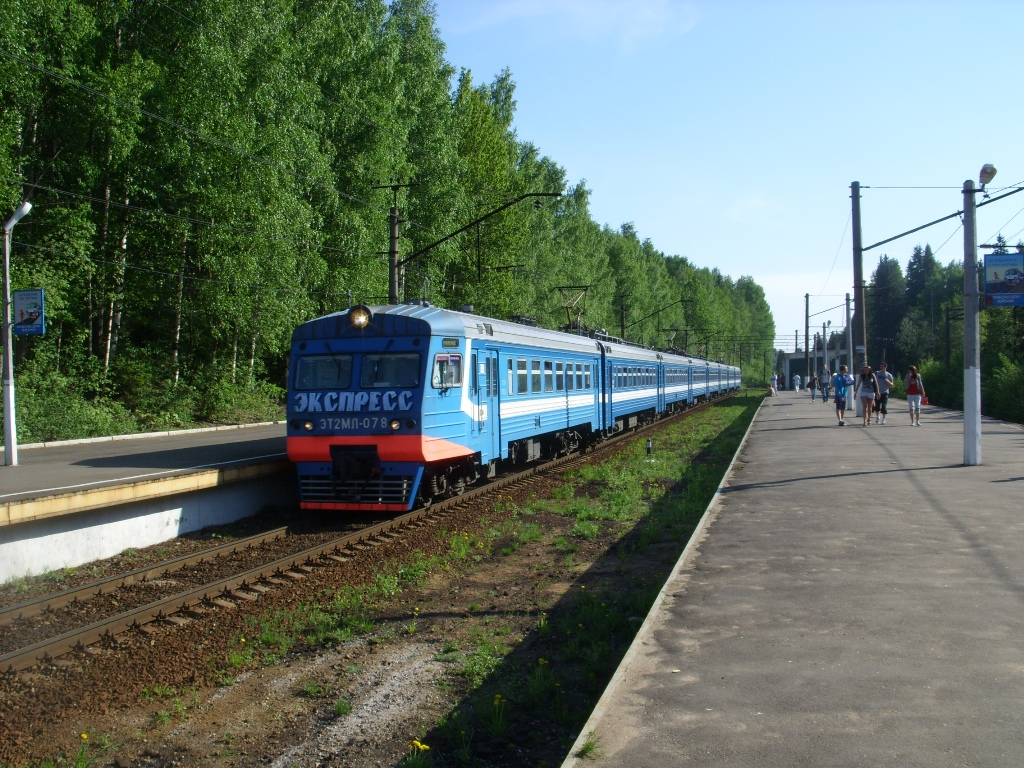
Электропоезд ЭТ2МЛ-078 у платформы Кавголово
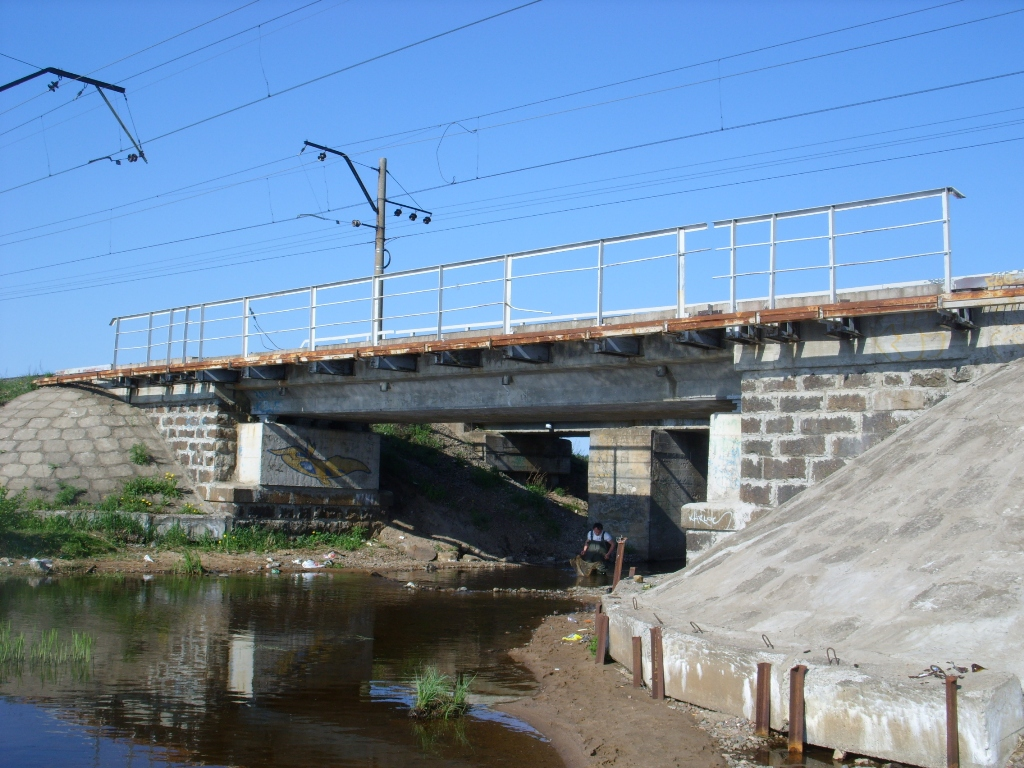
Мост через пролив между Кавголовским и Курголовским озёрами на участке Кавголово — Осельки